# Arretranco Race

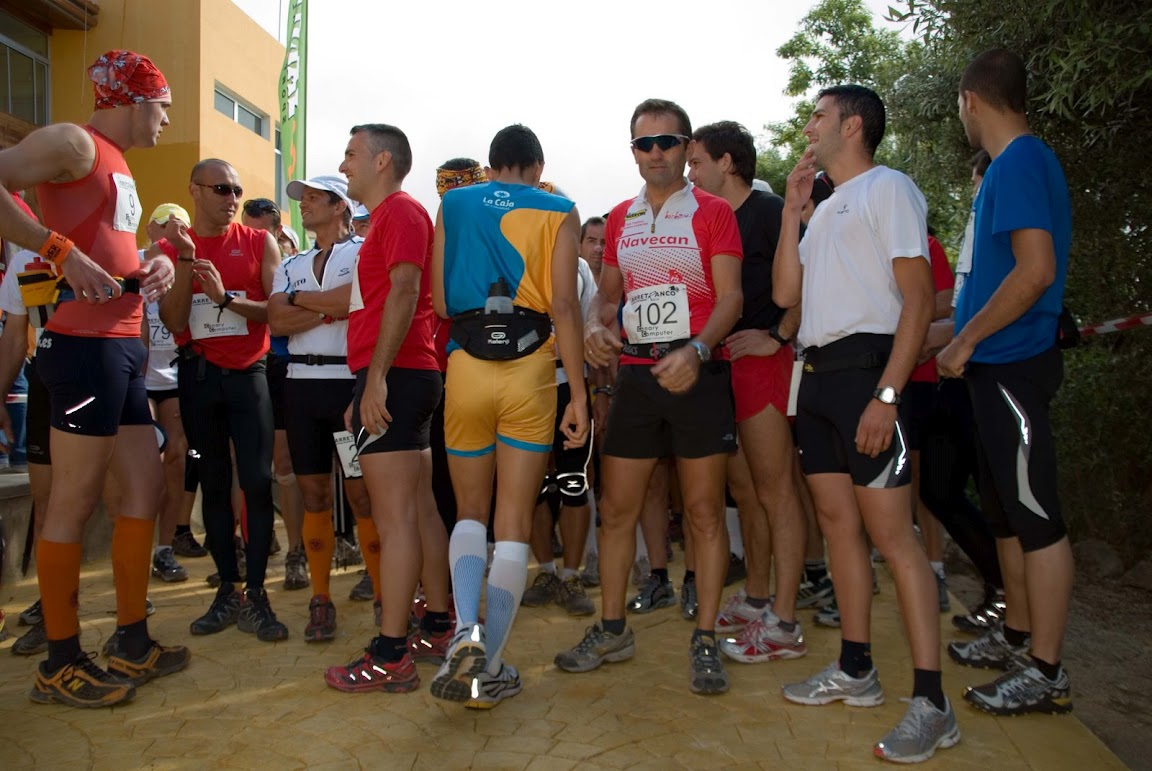
Corredores agrupados en la zona de salida/meta momentos antes del comienzo de la prueba

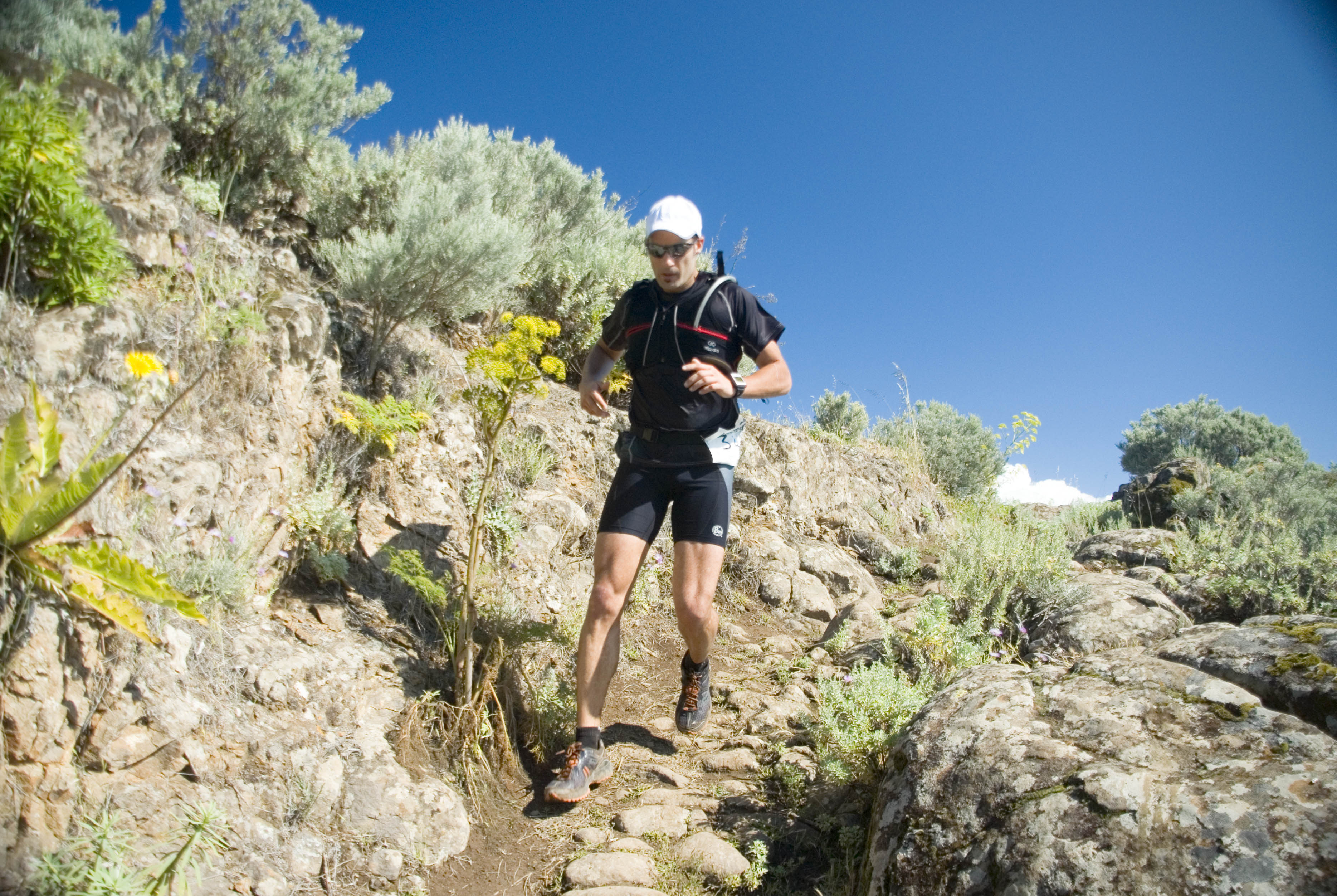
Corredor afrontando el final de la zona de Los Alfaques, en dicha subida se hace una rápida selección de los corredores

La Arretanco Race es una carrera que comenzó a disputarse en el 2005 con motivo de Las fiestas de Nuestra Señora de Las Vegas, perteneciente al municipio de Valsequillo en la isla de Gran Canaria. En dicha prueba los corredores deben realizar un recorrido de 21,5 km por la montaña salvando grandes desniveles de casi 1300m. La prueba ha ido creciendo en participación a lo largo de los años hasta contar en la última edición con más de 230 participantes.

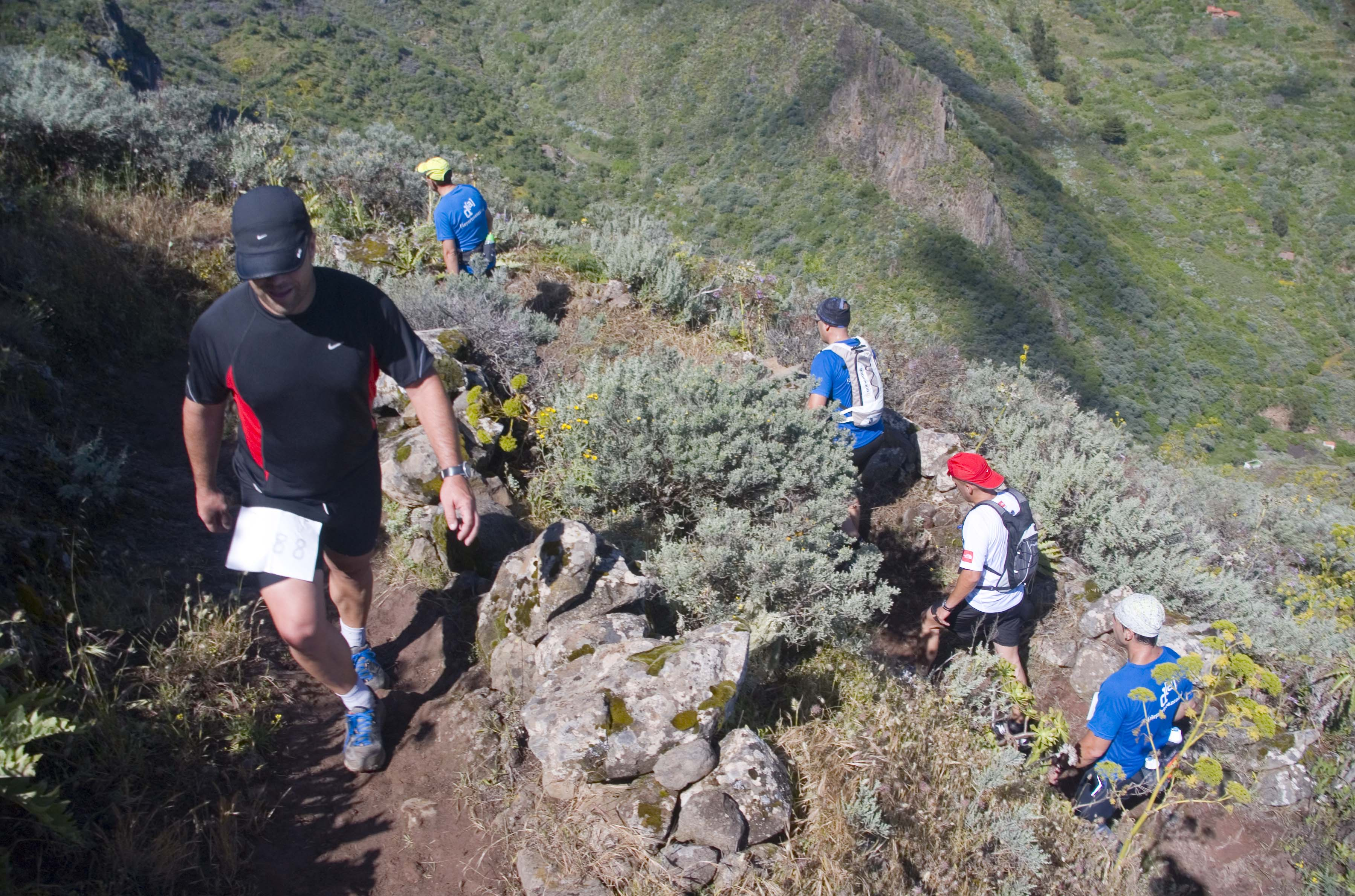
Estampa típica de la subida a los Alfaques, la carrera transcurre en fila de a uno debido a su gran dureza por el alto desnivel de este tramo

## Recorrido

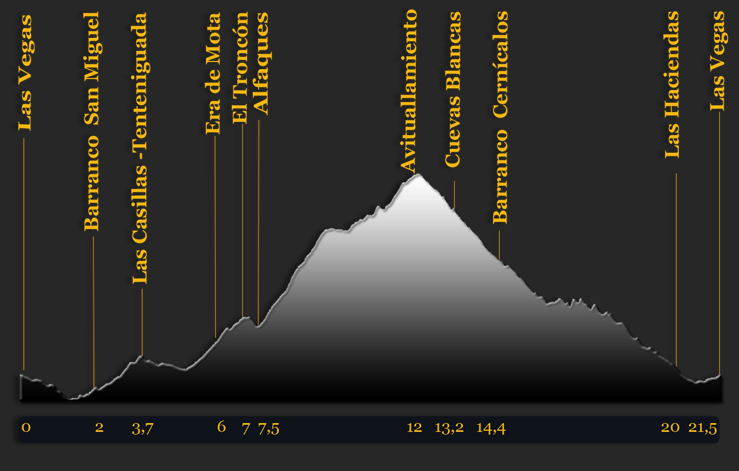
Ya el perfil da muestra del duro trazado de la prueba con una longitud de 21.5 km y con un desnivel acumulado de 1302 m. El avituallamiento se encuentra en el punto más alto de la prueba a 1513 m, la cota mínima es de 516 m junto al Barranco San Miguel

El trazado consta de un 78% de senderos y caminos, 11% de pistas de tierra y el resto de asfalto.
El trazado de la prueba es de tipo circular con inicio y fin en el barrio de Las Vegas. Este punto es el único terreno de asfalto de toda la prueba. Después discurre por el barrio de Tenteniguada hacia el kilómetro 3.7, desde este punto empieza a ser ascendente el desnivel para llevarnos hasta el Troncón en el kilómetro 7, para enlazar con la dura subida hacia el camino de los Alfaques a partir del km 7.5 hasta llegar a la parte más alta de la carrera hacia el km 12 donde tendremos el avituallamiento. Otro de los rincones que pasaremos es la Caldera de los Marteles, Cuevas Blancas en el km 13,2 y por el incomparable paraje del Barranco de los Cernícalos en el km 14,4 uno de los barrancos más visitados de la isla por su gran interés geológico y botánico.

## Clasificaciones
| Año  | Vencedor masculino | Vencedor femenino |
| ---- | ------------------ | ----------------- |
| 2015 | Esteban García     | Bethsi Manrique   |
| 2013 | Dailos García      | Esther Fernández  |
| 2012 | Cristofer Clemente | Diana Ojeda       |
| 2011 | Evaristo Almeida   | Esther Fernández  |
| 2010 | Ismael Molero      | Cristina Rivero   |
| 2009 | Ismael Molero      | Cristina Quevedo  |
| 2008 | José Manuel Lago   | Lourdes Déniz     |
| 2007 | Domingo Juárez     |                   |
| 2006 | Fernando González  | Eli González      |
| 2005 | Yeray Soto         |                   |

### Clasificación 2015
| Posición | Vencedor masculino | Tiempo  | Vencedor femenino | Tiempo  |
| -------- | ------------------ | ------- | ----------------- | ------- |
|          | Esteban García     | 1:33:35 | Diana Ojeda       | 2:24:51 |
|          | Fran Rodríguez     | 1:35:08 | Esther Capote     | 2:31:05 |
|          | Héctor Granado     | 1:43:36 | Silvia Gimeno     | 2:32:53 |

### Clasificación 2013

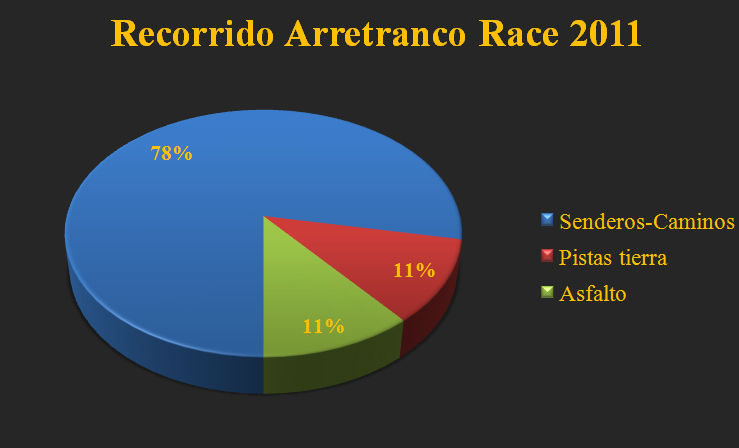
Todo el recorrido transcurre por el municipio de Valsequillo el cual pasa en su mayor parte por senderos y caminos, después en menor grado por pistas de tierra y por asfalto en el comienzo y final de la prueba

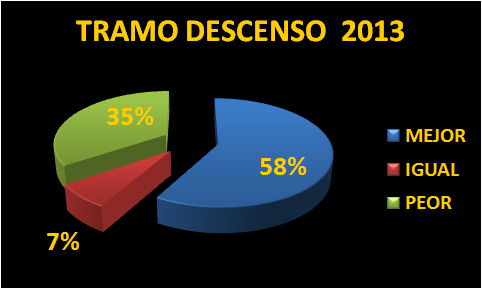
La segunda parte de la prueba es prácticamente descendente y visto los tiempos es sorprendente los datos revelados. Solo 12 corredores de los 168 del total fueron capaces de conservar su posición en línea de meta respecto a su paso por el Km13, entre ellos los 5 primeros de cabeza. 98 corredores fueron capaces de mejorar la posición en la línea de meta, lo que da prueba de lo emocionante de la prueba en su parte final.

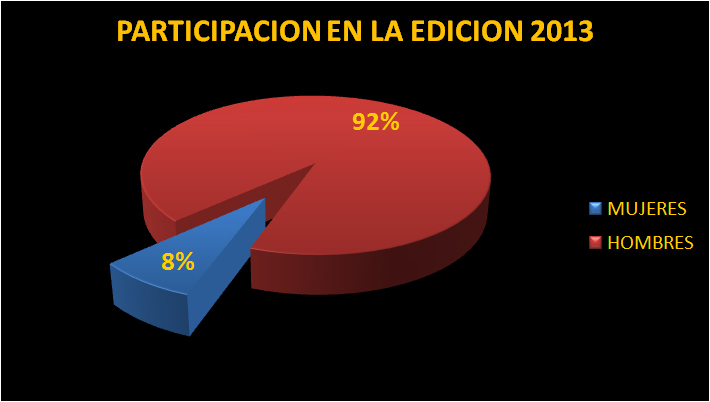
155 Hombres y 13 mujeres lograron terminar la prueba. El porcentaje de hombres y mujeres se mantiene con respecto a ediciones anteriores

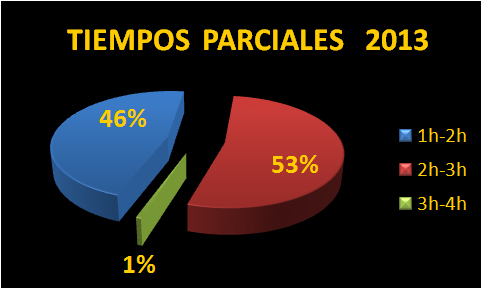
El mejor registro en el primer parcial en el km 13 fue 1:20:54 y el último fue 3:02:18. 78 participantes pasaron por este punto entre 1 y 2 horas, 89 participantes pasaron entre 2 y 3 horas y un participante con más de una hora. Este primer parcial fue en su mayor parte de forma ascendente.

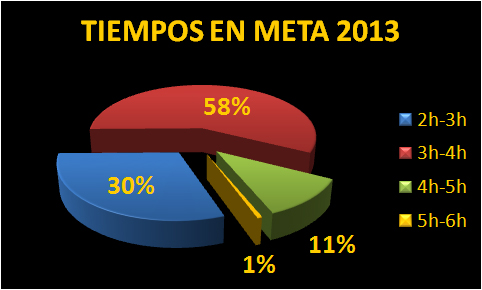
51 corredores completaron el recorrido en menos de 3 horas (30%), 97 corredores en menos de 4 horas y más de 3 horas (58%), 19 corredores en más de 4 horas y menos de 5 horas y un corredor en más de 5 horas. El mejor tiempo fue el marcado por Dailos García 2:03:42 y estuvieron llegando a meta corredores hasta las 5:04:55 del último participante

| Posición | Vencedor masculino | Tiempo  | Vencedor femenino | Tiempo  |
| -------- | ------------------ | ------- | ----------------- | ------- |
|          | Dailos García      | 2:03:42 | Esther Fernández  | 2:34:13 |
|          | Yeray Durán        | 2:04:57 | Yaiza Herrera     | 2:52:55 |
|          | Samuel Ortega      | 2:07:38 | Laura Barrera     | 2:54:42 |

### Clasificación 2012
| Posición | Vencedor masculino | Tiempo  | Vencedor femenino | Tiempo  |
| -------- | ------------------ | ------- | ----------------- | ------- |
|          | Cristofer Clemente | 1:55:50 | Diana Ojeda       | 2:56:32 |
|          | Yeray Durán        | 2:02:52 | Ankara Ramos      | 3:07:24 |
|          | Ismael Molero      | 2:03:22 | Raquel Linares    | 3:09:44 |

### Clasificación 2011
| Posición | Vencedor masculino | Tiempo  | Vencedor femenino | Tiempo  |
| -------- | ------------------ | ------- | ----------------- | ------- |
|          | Evaristo Almeida   | 1:57:24 | Esther Fernández  | 2:36:38 |
|          | Juan Luis Angulo   | 1:59:52 | Sandra Moreno     | 2:49:30 |
|          | Yeray Durán        | 2:04:56 | Cristina Rivero   | 2:54:11 |

### Clasificación 2010
| Posición | Vencedor masculino | Tiempo  | Vencedor femenino | Tiempo  |
| -------- | ------------------ | ------- | ----------------- | ------- |
|          | Ismael Molero      | 1:25:28 | Cristina Rivero   | 2:21:31 |
|          | Juan Luis Angulo   | 1:32:02 | Elba Rodríguez    | 2:28:35 |
|          | Evaristo Almeida   | 1:33:37 | Chelo Company     | 2:28:51 |

### Clasificación 2009
| Posición | Vencedor masculino | Tiempo  | Vencedor femenino | Tiempo  |
| -------- | ------------------ | ------- | ----------------- | ------- |
|          | Ismael Molero      | 1:30:47 | Cristina Quevedo  | 2:04:25 |
|          | José Manuel Lago   | 1:33:11 | Elena Marrero     | 2:29:00 |
|          | Andrés González    | 1:34:10 | Sita Sánchez      | 2:35:19 |

### Clasificación 2008
| Posición | Vencedor masculino | Tiempo  | Vencedor femenino | Tiempo  |
| -------- | ------------------ | ------- | ----------------- | ------- |
|          | José Manuel Lago   | 1:25:00 | Lourdes Deniz     | 2:15:02 |
|          | Andrés González    | 1:25:34 | Elena Marrero     | 2:22:30 |
|          | Marcos López       | 1:26:46 | Jeannette Santana | 2:30:49 |

### Clasificación 2006
| Posición | Vencedor masculino | Tiempo  | Vencedor femenino  | Tiempo  |
| -------- | ------------------ | ------- | ------------------ | ------- |
|          | Fernando González  | 1:08:50 | Elizabeth González | 1:55:03 |
|          | Manuel Santana     | 1:09:22 | Lorena Cruz        | 1:57:31 |
|          | Mario Bernete      | 1:11:22 |                    |         |

## Copa de Canarias de Carreras por Montaña
El trazado de la Arretranco Race está homologada por la FCM-FECAMON, Federación Canaria de Montañismo. En la edición de 2013 la prueba se incluye en la II Copa de Canarias de Carrera por Montaña. Es la primera prueba de la copa en el calendario que se disputará el 31 de marzo.Junto a esta prueba se disputan otras dos, Haría Extreme el 15 de junio y Valles Trail el 26 de octubre.

## Equipación
Es muy específica para este deporte. El calzado entre otras de las peculiaridades destaca por el modelo taqueado de la suela para proporcionar un mejor agarre, cuanto mayor peso tenga el corredor necesitará más amortiguación y el material tendrá que ser más resistente porque tiene que soportar el impacto de las piedras. Además estas zapatillas suelen incorporar algún refuerzo consistente en la aplicación de membranas técnicas, normalmente Gore-Tex, que te permiten afrontar las condiciones más duras de la montaña. La camiseta y pantalón suelen ser de tejido sintético. En cuanto a los accesorios son muy variados. El uso de bastones dan seguridad en lo descensos y zonas peligrosas, también evita la sobrecarga de los cuadriceps y reduce los impactos sobre las rodillas. Los pulsómetros son otro de los accesorios más usados por los corredores, permite gestionar el nivel de esfuerzo de cada corredor acorde a unos parámetros prestablecidos, hay modelos que incluyen un navegador GPS muy utilizado para este tipo de prácticas deportivas.